# جائزة مدرب الموسم في الدوري الإنجليزي الممتاز
مدرب الموسم في الدوري الإنجليزي الممتاز (بالإنجليزية: Premier League Manager of the Season)‏ هي جائزة يتم تقديمها سنويًا من قِبل الاتحاد الإنجليزي لكرة القدم للمدربين في إنجلترا، وتُمنح للمدرب الأبرز في الدوري الإنجليزي كل موسم، ويتم اختيار الفائز بواسطة لجنة يتم تشكيلها من قبل الراعي الرسمي للدوري (حاليًا باركليز)، ويتم الإعلان عن الفائز في الأسبوع الثاني أو الثالث من شهر مايو بالتزامن مع جائزة لاعب الموسم، وأُنشئت الجائزة بواسطة الراعي الرسمي للدوري الإنجليزي الممتاز لموسم 1993–94 شركة كارلنج، وتم تسميتها بجائزة كارلنج لأفضل مدرب في العام في الفترة من 1994 وحتي عام 2001 وذلك للأغراض الدعائية، ومن العام 2001 وحتي 2004 تم تسميتها بجائزة كارت باركليز لأفضل مدرب في الموسم ونفس الحال في موسم 2016 حيث يُطلق عليها جائزة باركليز لأفضل مدرب في الموسم (بالإنجليزية: Barclays Manager of the Season)‏.
وفي موسم 1994 مُنحت الجائزة الأولى الافتتاحية لمُدرب نادي مانشستر يونايتد السير أليكس فيرغسون وذلك لحفاظه علي بطولة الدوري، والحامل الحالي للقب هو كلاوديو رانييري وذلك بعد حصوله علي بطولة الدوري الممتاز لكرة القدم مع فريقه نادي ليستر سيتي.
وأكثر عدد للفوز بتلك الجائزة لشخص واحد هو 11 مرة، وفاز بهم السير أليكس فيرغسون في الفترة من عام 1994 وحتي استقالته عام 2013، حيث قد حصل علي أكثر من نصف الجوائز التي منُحت في الفترة التي قضاها في التدريب منذ عام 1994، وفي عام 1998 أصبح آرسين فينغر أول مُدرب غير بريطاني يحصل علي تلك الجائزة، وفاز بتلك الجائزة مرتين بعد ذلك مع فريقه نادي أرسنال، وأصبح جوزيه مورينيو مع أليكس فيرغسون وآرسين فينغر الوحيدون الذين استطاعوا الحصول علي تلك الجائزة أكثر من مرة، كما أنه جوزيه مورينيو هو الوحيد الذي حصل علي لقب مدرب الموسم مرتين متتاليتين بخلاف أليكس فيرغسون والذي قد حصل عليها لثلاث مرات متتالية.
وحصل أربعة مدربين علي تلك الجائزة دون الحصول علي لقب الدوري الإنجليزي في نفس الموسم وذلك انعكاسا لما حققوه من إنجازات في الموسم، ففي موسم 2000–01 قاد المدرب جورج بيرلي فريقه إيبسويتش تاون للحصول علي المركز الخامس في الدوري بعدما قاد فريقه للصعود من دوري الدرجة الأولى إلى الدوري الممتاز في الموسم السابق، وفي موسم 2009–10 حصل هاري ريدناب علي تلك الجائزة وذلك بعدما قاد فريقه توتنهام هوتسبير ليكونوا في أول أربع فرق في ترتيب الدوري لأول مرة خلال 20 عامًا، وفي موسم 2011–12 حصل عليها آلان بادرو بعدما قاد فريقه نيوكاسل يونايتد لأعلي مركز لهم في الدوري خلال 9 أعوام، وفي موسم 2013–14 حصل توني بوليس علي تلك الجائزة بعدما قاد فريقه كريستال بالاس بنهاية الدوري للمركز الحادي عشر بعدما كان متذيل الترتيب في قاع الجدول في شهر نوفمبر.

## التاريخ
الدوري الإنجليزي الممتاز تم تأسيسه في عام 1992 عندما تركت فرق الدرجة الأولى في دوري البطولة الإنجليزية ليكون دوري مستقل ولتستطيع تلك الفرق الحصول علي مزايا إعلانات وعائدات أكبر من حقوق البث التلفزيوني. ولم يحصل الدوري الإنجليزي علي أي راعي رسمي له خلال الموسم الافتتاحي للدوري حتى قدمت شركة كارلنج للحصول علي حقوق الرعايا لأربع مواسم بدايًة من الموسم التالي مقابل 12 مليون جنيه إسترليني.، وفي نفس الموسم قامت شركة كارلنج بتقديم جوائز للاعبين مثل جائزة الحذاء الذهبي، بينما تم البدء في الإعلان عن جائزة لاعب الموسم ولاعب الشهر في موسم 94–95، وقامت بالإعلان عن جوائز مدرب الشهر وكذلك مدرب الموسم في تلك السنة، وذلك بالإضافة لجائزة مدرب الموسم المقدمة من قبل جمعية المدربين الإنجليزية.
وأول من حصل علي لقب مُدرب الموسم في الدوري الإنجليزي هو السير أليكس فيرغسون وذلك بعدما فاز مع فريقه مانشستر يونايتد للمرة الثانية علي التوالي في ذلك الموسم، وحصل كيني دالغاش علي اللقب في موسم 1994–95 وذلك بعدما فاز مع فريقه بلاكبيرن روفرز باللقب الأول للدوري منذ 81 عام، وبالرغم من الهزيمة أمام ليفربول في آخر مباراة لهم في الدوري، إلا أن حصولهم علي الدوري كان بسبب عدم مقدرة مانشستر يونايتد هزيمة نادي وست هام يونايتد في نفس اليوم، واستعاد مانشستر يونايتد اللقب في الموسم التالي مباشرة بعد صراع مع نادي نيوكاسل يونايتد، وحصل علي اللقب في الموسم التالي أيضًا في عام 1996–97 وبذلك أصبح أليكس فيرغسون أول مدرب يحصل علي اللقب لمرتين متتاليتين.

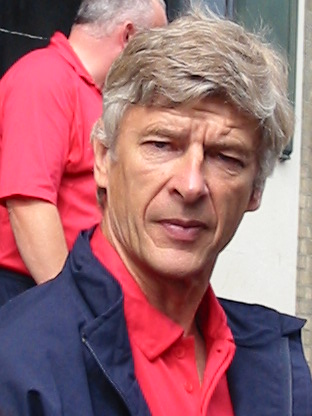
أرسين فينغر، الفائز بالجائزة في مواسم 1998، 2002، 2004 مع ناديه أرسنال.

وأصبح أرسين فينغر أول مدرب غير بريطاني يحصل علي تلك الجائزة بعدما قاد فريقه الأرسنال للحصول علي الدوري موسم 1997–98 في أول موسم كامل له مع النادي، وذلك الإنجاز تحقق بعدما كان الأرسنال متخلفًا وراء مانشستر يونايتد بفارق 12 نقطة بنهاية الدور الأول للدوري، وفي موسم 1998–99 حصل مانشستر يونايتد علي الدوري بعد نهاية مثيرة للدوري بعدما استطاع مانشستر يونايتد هزيمة نادي توتنهام في آخر مباراة لهم في الدوري وأنهوا الدوري بفارق 18 نقطة عن الوصيف نادي أرسنال، محققين بطولتهم الخامسة في سبع سنين، وفي الأسبوع التالي حققوا الثلاثية بعدما فازوا بالكأس ودوري أبطال أوروبا بعد انتصارهم علي بايرن ميونخ في النهائي، ويحصل السير أليكس فيرغسون علي لقبه التدريبي الخامس.
وحصل مدرب فريق إيبسويتش تاون علي لقب مدرب الموسم في موسم 2000–01 كأول مرة تذهب الجائزة لمدرب لم يتوج بلقب الدوري حيث احتل فريقه المركز الخامس في نهاية الدوري، وصعد فريق إيبسويتش تاون إلى الدوري الممتاز في العام السابق قادمًا من الدوري الدرجة الأولى، وتأهل فريقه إلى كأس الاتحاد الأوروبي، وبحصوله علي لقب مدرب الموسم فقد تغلب علي السير فيرغسون برغم حصوله علي لقب الدوري الممتاز للمرة الثالثة علي التوالي، وكذلك جيرار هولييه مدرب فريق ليفربول، وحصل آرسين فينغر علي لقب مدرب الموسم في موسم 2001–02 بعدما قاد فريقه الأرسنال لثلاثين فوز متتالي ليحصل علي اللقب في هذا الموسم.
وبعد فوز مانشستر يونايتد بلقب الدوري للمرة الثامنة مع مدربه أليكس فيرغسون فقد حصل السير فيرغسون علي لقب مدرب الموسم 2002–03، وكان آرسين فينغر الفائز باللقب عام 2003–04 بعدما قاد فريق الأرسنال في موسم استثنائي حيث لم يُهزم فريق الأرسنال في هذا الموسم قط، ومدح رئيس الهيئة المانحة للجائز آرسين فينغر بأنه وضع اسم فريقه الأرسنال في كُتب التاريخ بهذا الإنجاز الذي من المكن ألا يتحقق إلا بعد مُضي 100 عام أخرى.
وحصل جوزيه مورينيو مدرب فريق تشيلسي علي جائزة مدرب الموسم 2004–05 بعدما فاز الفريق بلقب الدوري الأول لها منذ خمسين عام، بعدما حقق ناديه 95 نقطة خلال الموسم بفارق 12 نقطة عن أقرب منافسيه الأرسنال ومحققًا 72 هدف وتلقي مرمي فريقه 15 هدف، وفاز مورينيو بالجائزة للمرة الثانية علي التوالي في الموسم التالي 2005–06 ليصبح أول مدرب أجنبي يحقق هذا الإنجاز بعدما قاد فريقه تشيلسي لتحقيق ثاني ألقابهم علي التوالي ، وفاز السير أليكس فيرغسون باللقب لموسم 2006–07، وموسم 2007–08 وموسم 2008–09 بعد أن قضي فريق مانشستر يونايتد 4 أعوام بعيدًا عن تحقيق لقب الدوري، وحصل هاري ريدكناب مدرب فريق توتنهام علي لقب مدرب الموسم في عام 2009–10، وفي شهر مايو 2011 حصل السير فيرغسون علي لقبه العاشر كمدرب الموسم بعدما قاد فريقه مانشستر يونايتد للحصول علي لقبه التاسع عشر، وفي مايو 2012 حصل مدرب فريق نيوكاسل يونايتد علي لقب مدرب الموسم بعدما قاد فريقه للمركز الأعلي لهم خلال تسع سنوات، وحصل فيرغسون علي لقبه الحادي عشر والأخير بعد قيادة فريقه مانشستر للحصول علي لقب الدوري للمرة العشرين في تاريخ النادي، وأصبح توني بوليس أول مدرب ويلزي يحصل علي تلك الجائزة وذلك بعد أن حصل عليها في مايو 2014 بعدما قاد فريقه كريستال بالاس للمركز الحادي عشر بعد أن كان متذيل الترتيب.

## قائمة الفائزين

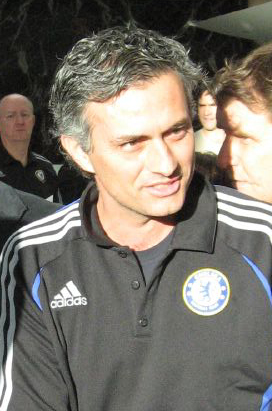
جوزيه مورينيو حصل علي لقب مدرب الموسم ثلاث مرات مع ناديه تشيلسي.

| علامة الخنجرية | يعني على أن النادي لم يكن بطل الدوري الإنجليزي الممتاز في نفس الموسم |

| الموسم    | المدرب             | الجنسية  | النادي          | مرجع   |
| --------- | ------------------ | -------- | --------------- | ------ |
| 1993–94   | أليكس فيرغسون      | اسكتلندا | مانشستر يونايتد | [ 34 ] |
| 1994–95   | كيني دالغليش       | اسكتلندا | بلاكبيرن روفرز  | [ 35 ] |
| 1995–96   | أليكس فيرغسون (2)  | اسكتلندا | مانشستر يونايتد | [ 34 ] |
| 1996–97   | أليكس فيرغسون (3)  | اسكتلندا | مانشستر يونايتد | [ 34 ] |
| 1997–98   | أرسين فينغر        | فرنسا    | نادي أرسنال     | [ 36 ] |
| 1998–99   | أليكس فيرغسون (4)  | اسكتلندا | مانشستر يونايتد | [ 34 ] |
| 1999–2000 | أليكس فيرغسون (5)  | اسكتلندا | مانشستر يونايتد | [ 34 ] |
| 2000–01   | جورج بورلي         | اسكتلندا | إيبسويتش تاون   |        |
| 2001–02   | أرسين فينغر (2)    | فرنسا    | نادي أرسنال     | [ 36 ] |
| 2002–03   | أليكس فيرغسون (6)  | اسكتلندا | مانشستر يونايتد | [ 34 ] |
| 2003–04   | أرسين فينغر (3)    | فرنسا    | نادي أرسنال     | [ 36 ] |
| 2004–05   | جوزيه مورينيو      | البرتغال | تشيلسي          | [ 37 ] |
| 2005–06   | جوزيه مورينيو (2)  | البرتغال | تشيلسي          | [ 37 ] |
| 2006–07   | أليكس فيرغسون (7)  | اسكتلندا | مانشستر يونايتد | [ 34 ] |
| 2007–08   | أليكس فيرغسون (8)  | اسكتلندا | مانشستر يونايتد | [ 34 ] |
| 2008–09   | أليكس فيرغسون (9)  | اسكتلندا | مانشستر يونايتد | [ 34 ] |
| 2009–10   | هاري ريدناب        | انجلترا  | توتنهام هوتسبير | [ 38 ] |
| 2010–11   | أليكس فيرغسون (10) | اسكتلندا | مانشستر يونايتد | [ 34 ] |
| 2011–12   | آلان باردو         | انجلترا  | نيوكاسل يونايتد | [ 39 ] |
| 2012–13   | أليكس فيرغسون (11) | اسكتلندا | مانشستر يونايتد | [ 34 ] |
| 2013–14   | توني بوليس         | ويلز     | كريستال بالاس   | [ 40 ] |
| 2014–15   | جوزيه مورينيو (3)  | البرتغال | تشيلسي          | [ 37 ] |
| 2015–16   | كلاوديو رانييري    | ايطاليا  | ليستر سيتي      | [ 41 ] |
| 2016–17   | أنطونيو كونتي      | ايطاليا  | تشيلسي          | [ 42 ] |
| 2017–18   | بيب غوارديولا      | إسبانيا  | مانشستر سيتي    | [ 43 ] |
| 2018–19   | بيب غوارديولا (2)  | إسبانيا  | مانشستر سيتي    | [ 44 ] |
| 2019–20   | يورغن كلوب         | ألمانيا  | ليفربول         | [ 45 ] |
| 2020–21   | بيب غوارديولا (3)  | إسبانيا  | مانشستر سيتي    | [ 46 ] |
| 2021–22   | يورغن كلوب (2)     | ألمانيا  | ليفربول         | [ 47 ] |
| 2022–23   | بيب غوارديولا (4)  | إسبانيا  | مانشستر سيتي    |        |
| 2023–24   | بيب غوارديولا (5)  | إسبانيا  | مانشستر سيتي    |        |

## الإحصائيات

### الفائزين حسب البلد

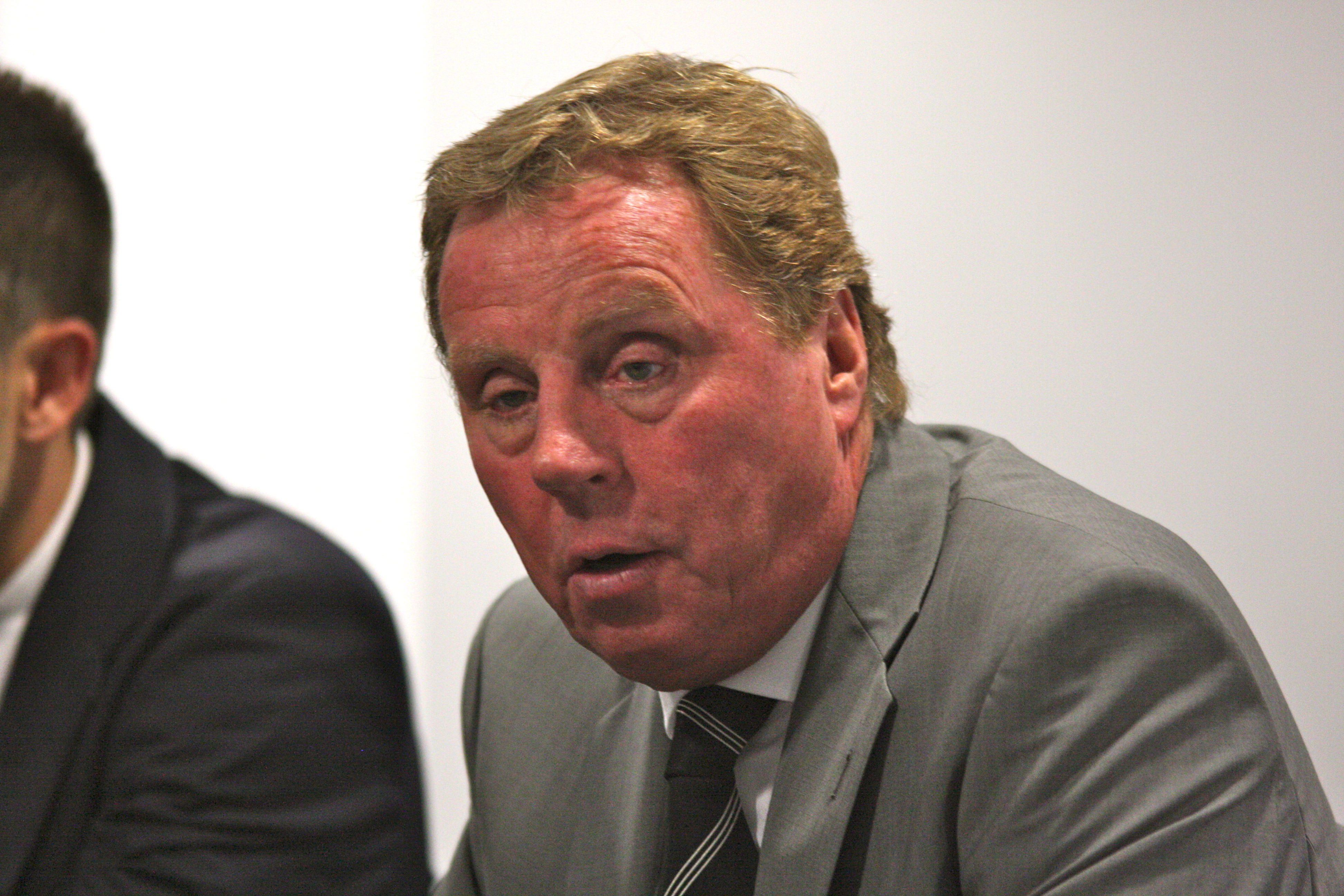
هاري ريدناب هو أول إنجليزي يفوز بتلك الجائزة

| البلد    | عدد مرات الفوز |
| -------- | -------------- |
| إسكتلندا | 13             |
| إسبانيا  | 5              |
| فرنسا    | 3              |
| البرتغال | 3              |
| إنجلترا  | 2              |
| إيطاليا  | 2              |
| ألمانيا  | 2              |
| ويلز     | 1              |

### الفائزين حسب النادي
| النادي          | عدد مرات الفوز |
| --------------- | -------------- |
| مانشستر يونايتد | 11             |
| مانشستر سيتي    | 5              |
| تشيلسي          | 4              |
| أرسنال          | 3              |
| ليفربول         | 2              |
| بلاكبيرن روفرز  | 1              |
| كريستال بالاس   | 1              |
| إيبسويتش تاون   | 1              |
| ليستر سيتي      | 1              |
| نيوكاسل يونايتد | 1              |
| توتنهام هوتسبير | 1              |

## وصلات خارجية
- موقع الدوري الإنجليزي الممتاز